# Adesmia fuentesii
Adesmia fuentesii är en ärtväxtart som beskrevs av G.F.Grandjot. Adesmia fuentesii ingår i släktet Adesmia och familjen ärtväxter. Inga underarter finns listade i Catalogue of Life.